# Chilezeder
Die Chilezeder (Austrocedrus chilensis) ist eine Koniferenart in der Familie der Zypressengewächse (Cupressaceae). Die im südlichen Südamerika heimische Baumart ist der einzige Vertreter der Gattung Austrocedrus.

## Beschreibung
Die Chilezeder wächst als immergrüner Baum und erreicht Wuchshöhen bis 25 m. In der Jugend bildet der Baum eine dichte, säulenartige Krone. Die Rinde ist grau bis rotbraun und fein geschuppt.
Die gegenständige Belaubung mit Schuppenblättern ähnelt der von Thuja. Die kleinen, flachen, farnartigen Zweige sind unterseits bläulich gestreift.
Es werden kleine, schmale Zapfen mit zwei Paaren von Schuppen gebildet. Die unteren Schuppen sind kleiner und zurückgebogen. Die kleinen Samen sind zweiflügelig mit ungleichen Flügeln; meist enthält der Zapfen vier Samen.
Das Holz der Chilezeder ist rötlich.

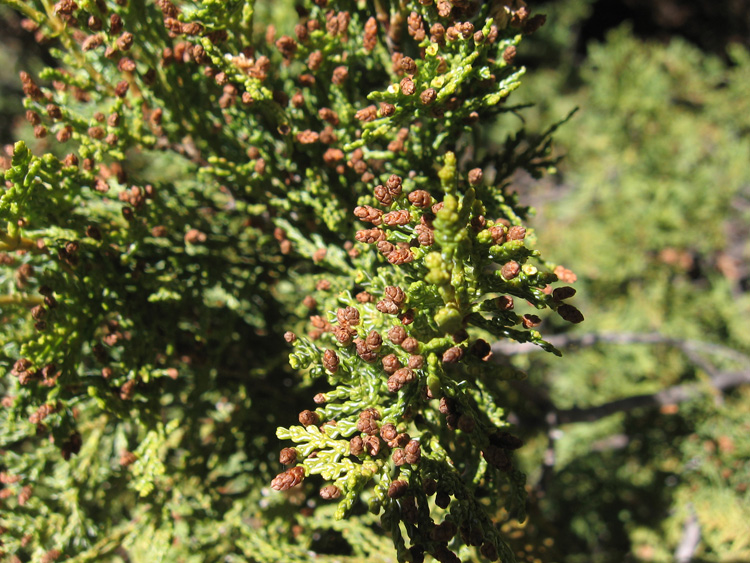
Chilezeder (Austrocedrus chilensis), Zweig mit männlichen Zapfen

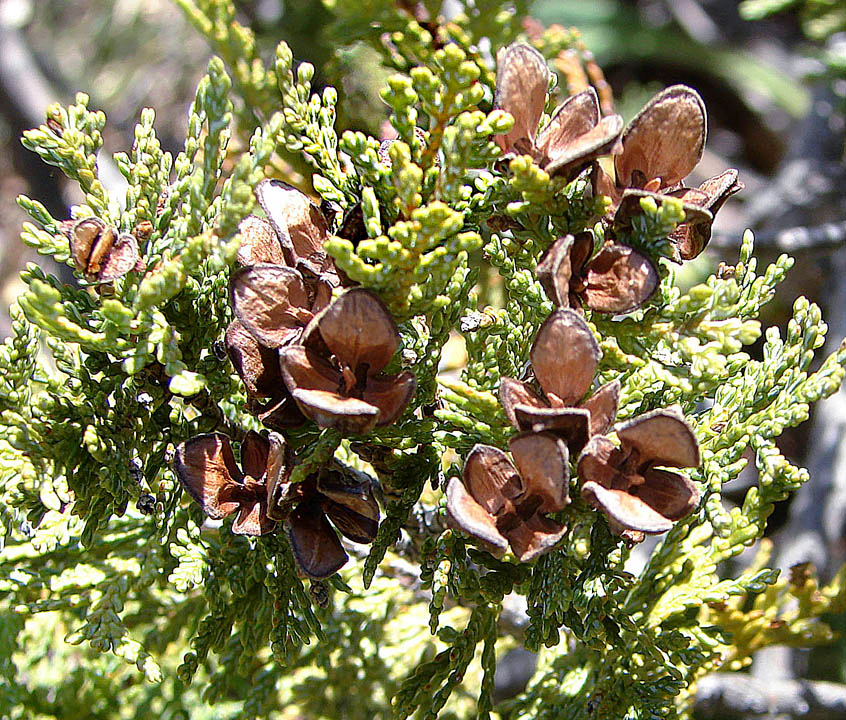
Chilezeder (Austrocedrus chilensis), Zweig mit weiblichen Zapfen

## Verbreitung und Standort
Die Heimat dieser Art liegt im südlichen Chile und südlichen Argentinien. Sie wächst dort in den Anden in Höhenlagen von 900 bis 1800 Meter. In Nord-Süd-Richtung reicht das Verbreitungsgebiet in Chile von den Breitengraden 32° 40' bis 43° 30' Süd; damit ist sie die am weitesten nördlich vorkommende aller Koniferenarten der Wälder der patagonischen Anden. Ihre nördlichsten Standorte befinden sich in exponierten Höhenlagen und sind zerstreut.
Wiederaufforstungsprogramme werden durch Feuer und durch eingeführte Pflanzenfresser (Hirsche und Rinder) gefährdet.
Die Art ist in Mitteleuropa kaum winterhart.

## Systematik
Die Beschreibung der Art durch den britischen Botaniker David Don unter dem Taxon Thuja chilensis wurde 1832 veröffentlicht. Der österreichische Botaniker Stephan Ladislaus Endlicher ordnete die Art unter dem Taxon Libocedrus chilensis der Gattung Libocedrus zu. Carl Rudolf Florin und Julius B. Boutelje stellten die Art 1954 in eine eigene Gattung Austrocedrus; ihre Beschreibung der Art Austrocedrus chilensis enthielt jedoch einen formalen Fehler, da sie nur auf Libocedrus chilensis (D. Don) Endl., nicht jedoch auf das echte Basionym Thuja chilensis D.Don zurückgriff. So ist es zu erklären, dass die heute gültige Beschreibung durch Rodolfo Emilio Giuseppe Pichi Sermolli und Maria Paola Bizzarri viel neuer, und zwar aus dem Jahr 1978, datiert.
Ein weiteres Synonym für die Art ist Thuja andina Poepp. et Endl.

## Nutzung
Das rötliche, duftende Holz der Chilezeder ist haltbar und leicht zu bearbeiten. Es wird in der Kunst- und Möbeltischlerei verwendet.

## Vermehrung
Die Vermehrung ist durch Samen oder Stecklinge möglich. Die Samen müssen für die Erlangung der Keimfähigkeit kälte-stratifiziert werden.